# Karibiska plattan

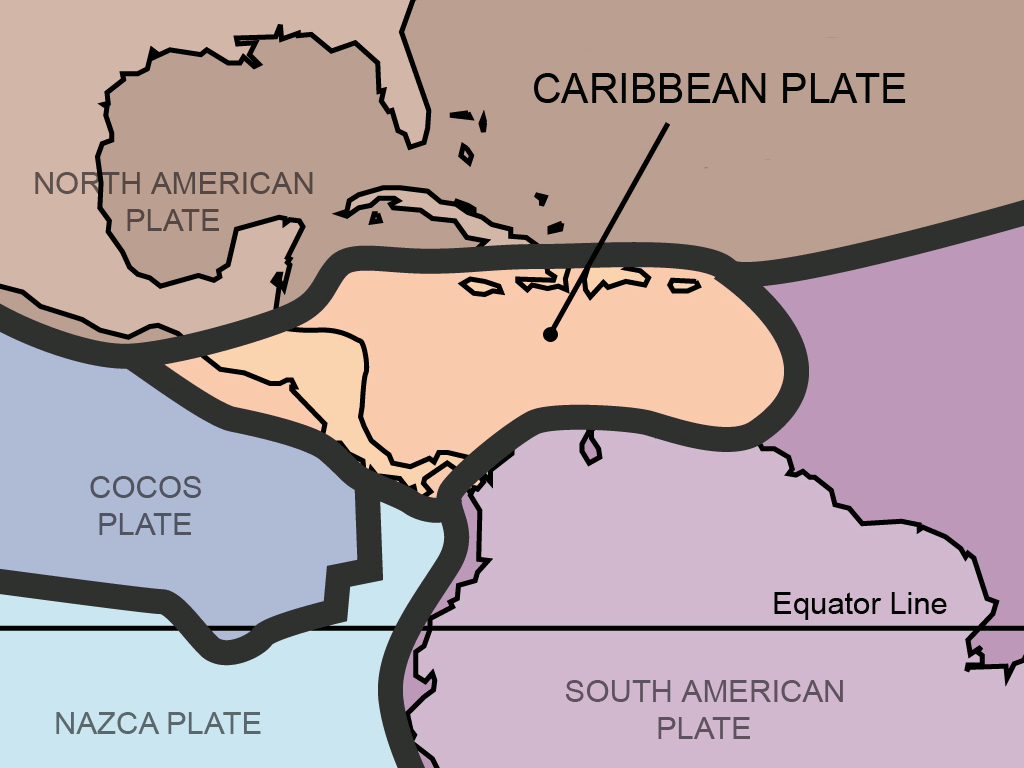
Karibiska plattan

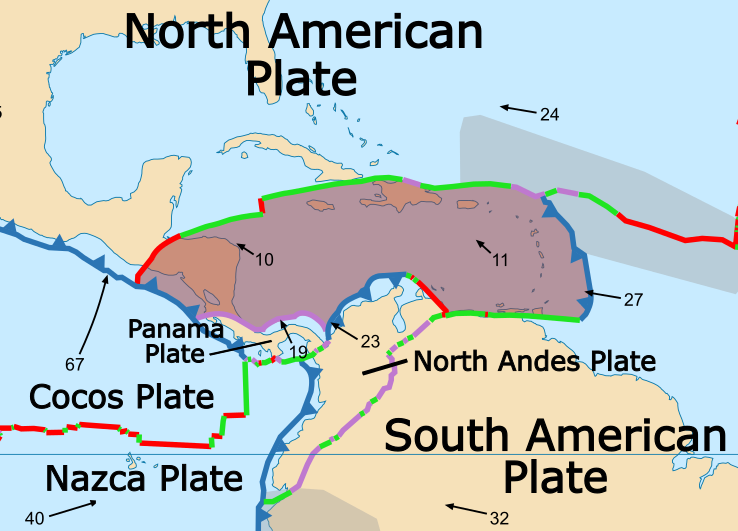
Karibiska plattan med Panamaplattan i sydväst.

Karibiska plattan är en litosfärplatta som omfattar jordskorpan under Karibiska havet, Centralamerika och södra delarna av Stora Antillerna.
I norr gränsar plattan mot den nordamerikanska kontinentalplattan, där rörelserna huvudsakligen är transforma, det vill säga horisontella. Detta gränsområde går rakt genom ögruppen Stora Antillerna och låg bland annat bakom den kraftiga jordbävningen i Haiti 2010. Det finns dock tecken på att denna nordliga del under Stora Antillerna egentligen är en egen liten platta, och den har fått namnet Gonâveplattan.
Längst i väster skjuts Cocosplattan in under den karibiska plattan. Söder om Panama gränsar den till Nazcaplattan, såvida man inte betraktar området under Panama och Costa Rica som en egen liten platta kallad Panamaplattan.
I sydost och rakt österut ligger den sydamerikanska plattan, som bitvis skjuter in under den karibiska plattan.